# هان سو يون (مواليد 1983)
هان سو يون (بالكورية: 한수연)‏ هي ممثلة كورية جنوبية، ولدت في 24 أبريل 1983 في كوريا الجنوبية.

## روابط خارجية
- هان سو يون (مواليد 1983) على موقع IMDb (الإنجليزية)
- هان سو يون (مواليد 1983) على موقع ألو سيني (الفرنسية)
- هان سو يون (مواليد 1983) على موقع قاعدة بيانات الفيلم (الإنجليزية)
- هان سو يون (مواليد 1983) على موقع كينوبويسك (الروسية)